# Rječina-bron
Rječina-bron (kroatiska: Most Rječina) är en motorvägsbro i Rijeka i Kroatien. Den är en del av stadens ringled och motorvägen A7. Bron är som längst 208,5 meter och består av två parallella förbindelser. Dessa har två körfält åt vardera riktning som löper i nordvästlig-sydöstligt riktning över Rječinas kanjon och sammanbinder stadens nordvästra och sydöstra delar. 
Rječina-bron är belägen nordöst om Trsatborgen och är en av Rijekas landmärken. Den norra förbindelsen invigdes år 1988 och den södra förbindelsen år 2009.